# ميسان (مدينة)
ميسان هي مدينة سعودية والمركز الإداري لمحافظة ميسان التابعة لمنطقة مكة المكرمة، بالمملكة العربية السعودية.